# Revista Pop Glow (Revista Online)
Revista Pop Glow é uma revista digital brasileira de periodicidade mensal, voltada à cobertura de temas como cultura pop, comportamento, moda, entretenimento e tendências sociais. É publicada exclusivamente em formato online.
A revista é dividida em três edições complementares: Pop Glow WOMAN, voltada ao público feminino adulto; Pop Glow TEEN, focada no universo adolescente; e Pop Glow KIDS, destinada ao público infantil e suas famílias.

## Capas e entrevistas
Em julho de 2025, o ator Hayssam Ali estampou a capa da edição mensal da revista. Na entrevista, ele falou sobre sua trajetória internacional e os desafios enfrentados ao longo da carreira, além de refletir sobre recomeços pessoais.
Na mesma edição, a influenciadora digital Duda Pec foi destaque da capa da Pop Glow TEEN. Conhecida por sua autenticidade nas redes sociais, ela comentou sobre carreira, rotina e os desafios de crescer sob os holofotes da internet.

## Estrutura
Cada edição mensal reúne entrevistas exclusivas, ensaios fotográficos, colunas temáticas e reportagens sobre acontecimentos recentes no cenário cultural e social, com foco em públicos distintos conforme a divisão editorial.